# Monteneuf
Monteneuf é uma comuna francesa na região administrativa da Bretanha, no departamento Morbihan. Estende-se por uma área de 31 km². Em 2010 a comuna tinha 771 habitantes (densidade: 24,9 hab./km²).